# Alberto Cova
Alberto Cova (ur. 1 grudnia 1958 w Inverigo) – włoski lekkoatleta, długodystansowiec, mistrz olimpijski.
Złoty medalista Mistrzostw Europy w Lekkoatletyce z 1982 roku z Aten, Mistrzostw Świata w Lekkoatletyce z 1983 roku z Helsinek. Jest on także złotym medalistą Letnich Igrzysk Olimpijskich z Los Angeles w 1984 roku. Cova ma również w dorobku srebrny medal Mistrzostw Europy (Stuttgart 1986), srebro halowych mistrzostw Europy w biegu na 3000 metrów (Mediolan 1982) oraz złoto igrzysk śródziemnomorskich (bieg na 5000 m Casablanca 1983).
Czternastokrotny mistrz Włoch (cztery tytuły na 5000 metrów, dwa tytuły na 10 000 metrów, pięć w biegu przełajowym oraz trzy w biegu na 3000 metrów w hali).
Wielokrotny rekordzista kraju na różnych dystansach.

## Rekordy życiowe
- Bieg na 10 000 metrów – 27:37,59 (1983)